# Дюшен, Сергей Петрович

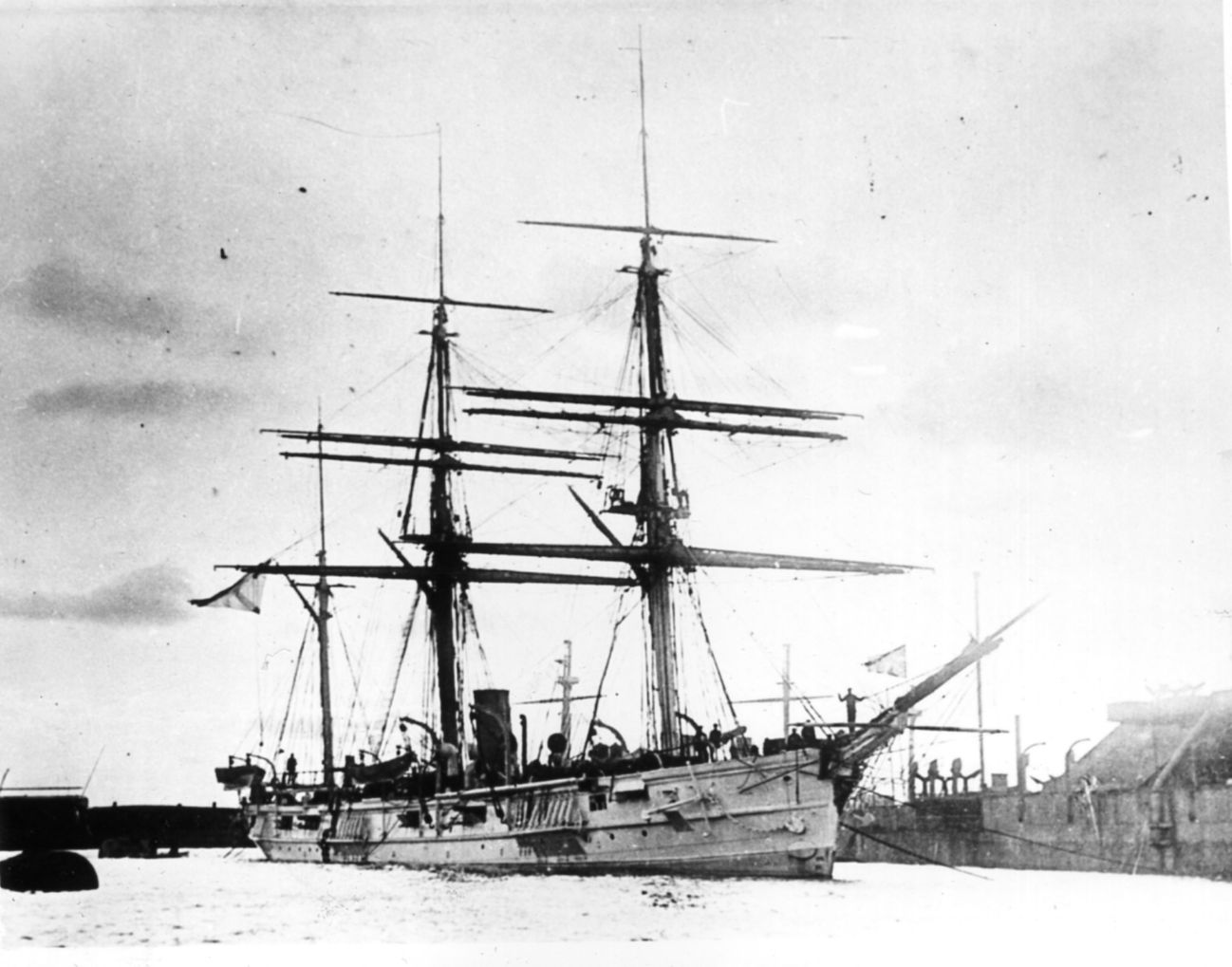
Клипер «Джигит» на котором начинал службу мичман С. П. Дюшен

Сергей Петрович Дюше́н (1857—1918) — морской офицер, начальник Главного управления кораблестроения и снабжений, председатель Главного военно-морского суда Российского императорского флота, генерал флота.

## Биография
Сергей Петрович Дюшен родился 29 января 1857 года. Представитель дворянского рода.

### Учёба и начало службы во флоте
В 1878 году окончил Морское училище с премией имени П. С. Нахимова и произведён в мичманы. С апреля 1878 года по сентябрь 1881 года участвовал в кругосветном плавании на клипере «Джигит».
В ноябре 1884 года окончил кораблестроительное отделение Николаевской морской академии. В 1884—1885 годах состоял при постройке бронепалубного корвета «Рында» на Галерном островке в Санкт-Петербурге, на верфи Общества Франко-русских заводов. 17 апреля 1885 года был прикомандирован к Главному морскому штабу (ГМШ), с 1 января 1896 года — младший делопроизводитель низшего оклада ГМШ, с 18 февраля 1886 года — младший делопроизводитель высшего оклада ГМШ.
С 21 мая по 20 августа 1887 года участвовал в плавании на пароходе «Днепр» флаг-капитаном командующего шхерным отрядом Практической эскадры контр-адмирала П. П. Тыртова.

### Служба в Главном морском штабе
1 января 1892 года назначен младшим адъютантом ГМШ, с февраля 1892 года — бессменный член комиссии при библиотеке Морского министерства. С 1 января 1895 года исполнял должность старшего делопроизводителя высшего оклада ГМШ, с декабря 1895 года — старший делопроизводитель высшего оклада ГМШ. 30 ноября 1895 года произведен в капитаны по адмиралтейству со старшинством в чине с 1 января 1890 года. С февраля 1897 года являлся чиновником особых поручений V класса при управляющем Морским министерством. В 1899 году участвовал в составлении Морского устава. В 1895 году пожалован французским орденом Академических пальм.
2 февраля 1904 года полковник по адмиралтейству С. П. Дюшен был назначен Заведующим законодательной частью Главного морского штаба. 17 апреля 1905 года произведён в генерал-майоры по флоту. Принимал активное участие в разработке и осуществлении реформ в русском ВМФ после русско-японской войны 1904—1905 годов. С 9 марта 1909 года — исполняющий должность начальника Главного управления кораблестроения и снабжений, в должности утверждён 6 декабря 1909 года, произведён в генерал-лейтенанты по флоту. Подготовил осуществление «Большой программы» строительства кораблей Российского императорского флота. С 18 апреля 1911 года — член Главного военно-морского суда, с 24 декабря 1914 года его председатель. 22 марта 1915 года произведён в генералы по флоту.
После Февральской революции, 31 марта 1917 года по указанию А. И. Гучкова подал в отставку. С 13 апреля 1917 года в отставке. В сентябре 1918 года был взят большевиками в качестве заложника, умер (убит ?) в тюрьме.

## Семья
- Жена — Дюшен Анна Николаевна[5].
- Сын — Дюшен Юрий (Георгий) Сергеевич. Статский советник. Родился в 1880-х . В 1905 году окончил Императорское училище правоведения. До революции служил чиновником особых поручений 5 класса при Министре финансов; исполнял обязанности секретаря Министра финансов; был причислен к канцелярии Совета Министров. В 1927 году был арестован в Ленинграде, приговорён к 3 годам ссылки (по амнистии срок приговора сокращён). В июле 1928 года освобождён из ссылки с ограничением проживания[6].

## Герб Сергея Дюшена
Герб Сергея Дюшена был внесён 25 апреля 1902 года в Часть 18 Общего гербовника дворянских родов Всероссийской империи, стр. 75.
Описание герба (блазон):

Щит рассечен и имеет главу. В правой лазуревой части серебряный высокий крест. В левой серебряной части зелёная дубовая ветка. В червленой главе щита три золотые лилии. Щит увенчан дворянским коронованным шлемом. Нашлемник: три страусовых пера: среднее серебряное, правое червленое, левое лазуревое. Намет: справа червленый с серебром, слева лазуревый с серебром— Общий гербовник дворянских родов Всероссийской империи
.

## Награды
Сергей Петрович Дюшен являлся кавалером орденов Российской империи до ордена Белого орла (10.04.1916) включительно.